# 亀山市立白川小学校
亀山市立白川小学校（かめやましりつ しらかわしょうがっこう）は、三重県亀山市白木町にある公立小学校。亀山市の中部の山間に位置し、校区内にはシャープ亀山工場がある。白川小学校の名は、校区のある白木及び小川の両地名に由来する。木造平屋建て校舎の小規模な学校である。校舎南棟・北棟は国の登録有形文化財に登録されている。

## 沿革
- 1876年1月 - 白木村に白木学校創立。
- 1887年4月 - 白木学校、白木簡易授業所となる。
- 1889年4月 - 町村制施行に伴い白木、小川、鷲山の3村が合併し、白川村が誕生。白川簡易授業所となる。
- 1889年5月 - 前月の町村制施行に伴い簡易授業所が廃止され、白川尋常小学校と改称。
- 1889年8月 - 白川尋常小学校を字中里に新築移転。
- 1899年5月 - 現在地に校舎を設置。
- 1915年4月 - 白川尋常小学校に高等科を併設し、白川尋常高等小学校と改称。
- 1941年4月 - 学制改革により尋常高等小学校を国民学校と改称。
- 1947年4月 - 学制改革により、国民学校が廃止され、初等科が小学校に、高等科が中学校になる。
- 1954年8月 - 校舎などの改築工事が竣工。
- 1955年2月 - 白川村の亀山市への合併により、亀山市立白川小学校と改称。
- 1970年8月 - プールが完成。
- 1972年8月 - 本館第2棟の屋根を葺き替え。
- 1976年9月 - 運動場を拡張。
- 1976年11月 - 本館第1棟の屋根を葺き替え。
- 1979年3月 - 屋内運動場が完成。
- 1987年6月 - 春のFBC花壇コンクールで内閣総理大臣賞を受賞。
- 1989年8月 - 校舎の外装改修工事を実施。
- 1991年8月 - 校舎の内装改修工事を実施。
- 1992年8月 - 窓枠などをアルミサッシに交換。
- 1993年11月 - 給食室を改築。
- 2003年4月 - 小規模特認校制度を試行。
- 2005年4月 - 小規模特認校制度を本格実施。